# Blennidus touzeti
Blennidus touzeti là một loài bọ chân chạy thuộc phân họ Pterostichinae. Loài này được Moret mô tả năm 1996.